# Prionopelta antillana
Prionopelta antillana é uma espécie de formiga do gênero Prionopelta.